# Srilankametrus yaleensis
Espèce
Synonymes
- Heterometrus yaleensis Kovařík, Ranawana, Jayarathne, Hoferek & Šťáhlavský, 2019

Srilankametrus yaleensis est une espèce de scorpions de la famille des Scorpionidae.

## Distribution
Cette espèce est endémique du Sri Lanka. Elle se rencontre dans le parc national de Yala.

## Description
Le mâle holotype mesure 75,307 mm et la femelle paratype 102,80 mm.

## Systématique et taxinomie
Cette espèce a été décrite sous le protonyme Heterometrus yaleensis par Kovařík, Ranawana, Jayarathne, Hoferek et Šťáhlavský en 2019. Elle est placée dans le genre Srilankametrus par Prendini et Loria en 2020.

## Étymologie
Son nom d'espèce, composé de yale et du suffixe latin -ensis, « qui vit dans, qui habite », lui a été donné en référence au lieu de sa découverte, le parc national de Yala.

## Publication originale
- Kovařík, Ranawana, Jayarathne, Hoferek & Šťáhlavský, 2019 : « Scorpions of Sri Lanka (Arachnida: Scorpiones). Part III. Heterometrus yaleensis sp. n. (Scorpionidae). » Euscorpius, no 283, p. 1-13 (texte intégral).